# 非洲棕雨燕

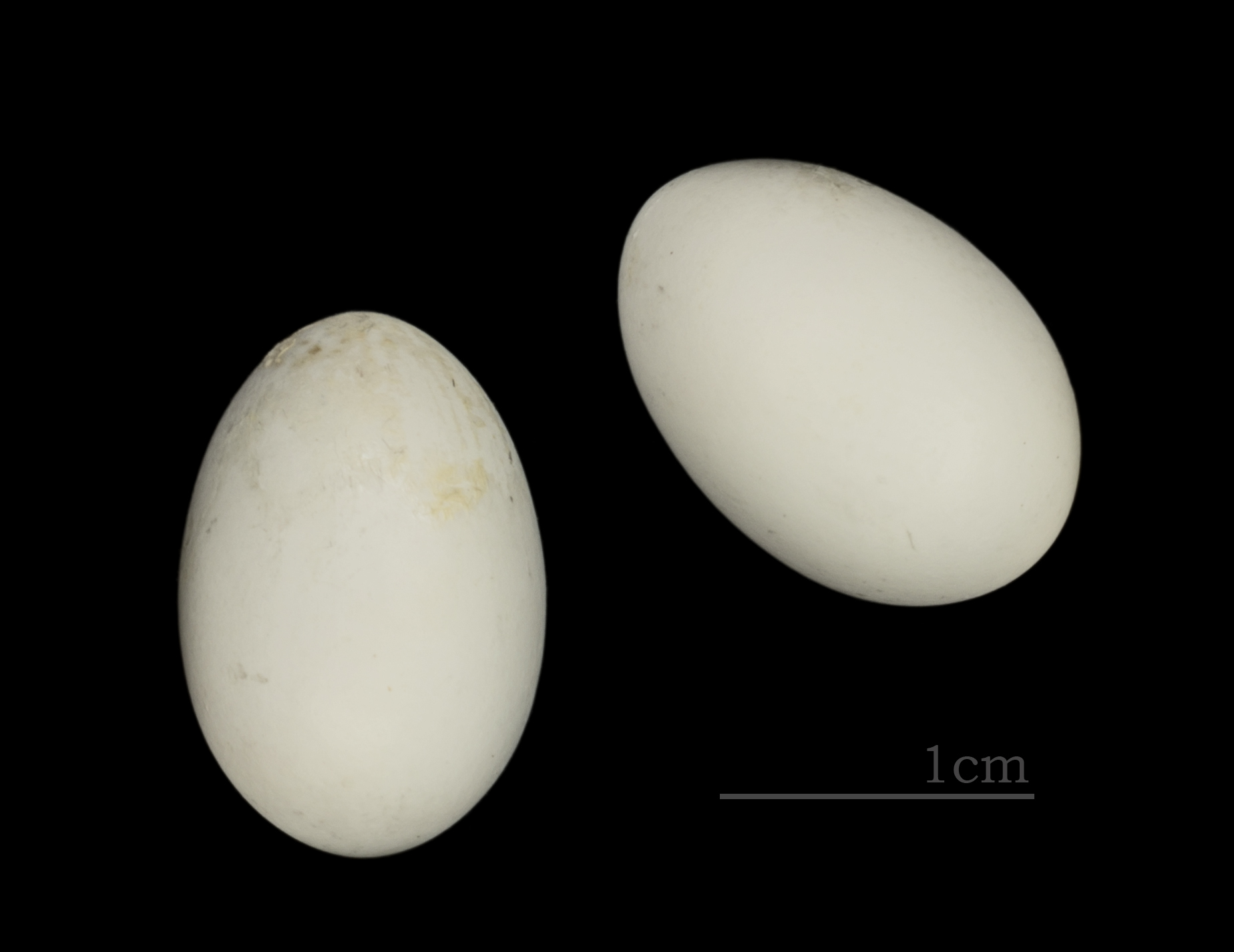
Cypsiurus parvus

非洲棕雨燕（学名：Cypsiurus parvus）为雨燕科棕雨燕属的鸟类。该物种的模式产地在非洲努比亚。其种加词“Parvus”意为“小的”。

## 特征
非洲棕雨燕体重约13.6克，翼长约136毫米，嘴峰长约7.1毫米，喙宽度约2.8毫米，喙厚度约1.6毫米，跗蹠长约9.4毫米，尾长约96.8毫米。非洲棕雨燕在其分布区内为留鸟，其栖息在密集的灌木丛中，食性为肉食性，主要食物来源是陆生无脊椎动物。

## 亚种
- ：分布于塞内冈比亚东至南苏丹、厄立特里亚和埃塞俄比亚；还有沙特阿拉伯西南部和也门西部。
- ：分布于塞拉利昂至刚果民主共和国东北部、安哥拉和几内亚湾岛屿。
- ：分布于南苏丹南部至南非东北部。
- ：分布于索马里南部沿海低地至莫桑比克。
- ：分布于纳米比亚北部和博茨瓦纳北部。
- ：分布于莫桑比克至纳塔尔。[4]